# Karl Gruber (Kunsthistoriker)
Karl Heinrich Gruber (* 15. Februar 1943 in Brixen; † 12. März 2022 ebenda) war ein italienischer katholischer Geistlicher, Theologe und Kunsthistoriker aus Südtirol. Er war Professor für Christliche Kunst und Denkmalpflege an der Philosophisch-Theologischen Hochschule Brixen.

## Leben
Gruber stammte aus Vintl im Pustertal, wo er auch die Volksschule besuchte. Nach dem Besuch der Oberschule in Brixen legte Gruber 1962 in Meran die Matura ab. Er studierte von 1962 bis 1967 Theologie am Priesterseminar Brixen und empfing 1967 die Priesterweihe. Anschließend studierte er Kunstgeschichte bei Carl Theodor Müller und Wolfgang Braunfels an der Universität München, wo er 1972 promoviert wurde. 
Von 1973 bis 2018 war Gruber Leiter des Kirchlichen Denkmalamtes der Diözese Bozen-Brixen. 1973 ernannte ihn Bischof Joseph Gargitter auch zum Professor für Christliche Kunst und Denkmalpflege an der Philosophisch-Theologischen Hochschule Brixen. Im Jahre 1979 erhielt er den vom Südtiroler Kulturinstitut vermittelten Förderpreis des Kulturwerkes für Südtirol. Am 18. April 2010 wurde Gruber zum Ehrenkanonikus am Brixner Dom ernannt. Am 20. Februar 2019 verlieh ihm Tirol das Ehrenzeichen des Landes.
Gruber hat als Autor und Fotograf zahlreicher Monografien zu den Themenbereichen sakrale Kunst und Brauchtum in Südtirol publiziert.

## Schriften (Auswahl)
- Südtiroler Bauernhimmel: Bäuerliche Glaubenswelt in Südtirols Landschaft, Leben und Kunst. Athesia, Bozen 1997, ISBN 88-7014-920-X.
- Geheimnisvolles Südtirol. Athesia, Bozen 2002, ISBN 88-8266-143-1.
- Monumenta Sacra: 60 Jahre Kunst- und Denkmalpflege in der Diözese Bozen–Brixen 1945–2005.  Athesia, Bozen 2006, ISBN 88-8266-416-3.
- Heilige Orte – Quellen der Kraft. Athesia, Bozen 2007, ISBN 88-8266-3787.
- mit Martin Pezzei: Papst Benedikt XVI. in Südtirol / Papa Benedetto XVI in Alto Adige. Weger, Brixen 2008, ISBN 88-88910557.
- Mein geliebtes Südtirol – Papst Benedikt XVI. Athesia, Bozen 2008, ISBN 978-88-8266-4770.
- mit Hans Nothdurfter: Vor-Romanik in Südtirol: Kunst und Architektur von der Völkerwanderung bis 1150. Athesia, Bozen 2017, ISBN 978-88-68392093.